# Pożywka SOC
Pożywka SOC (z ang. super optimal catabolite repression) – kompletna, bogata pożywka do mikrobiologicznej hodowli bakterii, w szczególności do wydajnej hodowli bakterii E. coli poddanych transformacji plazmidowej - do lepszego podtrzymania ich po tym procesie, co wpływa dodatnio na jego efektywność.
Po raz pierwszy użyta i opisana w 1983 w pracy Douglasa Hanahana, podczas jego badań nad transformacją bakterii plazmidami.
Pożywka SOB (z ang. super optimal broth), także używana w celu lepszego podtrzymania kultur bakteryjnych po transformacji, jest pierwotną wersją pożywki SOC. Pożywka SOC jednak, w przeciwieństwie do SOB, zawiera dodatkowo glukozę, która jest katabolicznym represorem plazdmiów z promotorem laktozowym - używanych w transformacjach bakterii.
Pożywki SOC i SOB zawierają rozpuszczone w wodzie bidestylowanej: ekstrakt (lizat) z drożdży, trypton oraz NaCl, KCl i sole magnezu. Pożywki takie zawierają w ten sposób wszystkie niezbędne do wzrostu aminokwasy, czyli źródło azotu (z tryptonu i lizatu), a także witaminy i mikroelementy (z lizatu drożdżowego). Sól (NaCl) zapewnia odpowiednią osmotyczność środowiska i jony sodu niezbędne do transportu błonowego, a jony potasowe i magenzowe pomagają szybko przywrócić równowagę osmotyczną oraz zależne od niej procesy oparte na tych jonach, zwykle mocno wytrącone z równowagi w procesie transformacji. Gotowe pożywki mają żółtawo-słomkową barwę i są przezroczyste.

## Skład[2]

### SOC
- 2% (w/o) trypton
- 0,5% (w/o) ekstrakt drożdżowy
- 0,05% (w/o) NaCl
- 2,5 mM KCl
- 10 mM MgCl2
- 10 mM MgSO4
- 20 mM sterylnej glukozy
- w wodzie bidestylowanej

Pożywkę SOC sterylizuje się przed dodaniem glukozy, żeby uniknąć ich rozkładu podczas ogrzewania z aminokwasami (lub peptydami) na drodze reakcji Maillarda. 

### SOB
- 2% (w/o) trypton
- 0,5% (w/o) ekstrakt drożdżowy
- 0,05% (w/o) NaCl
- 2,5 mM KCl
- 10 mM MgCl2
- 10 mM MgSO4
- w wodzie bidestylowanej

Sole magnezu dodaje się w obu przypadkach po sterylizacji termicznej pożywek. Gotowa pożywka ma pH pomiędzy 6,8-7. Do regulacji pH można dodać do pożywki SOC i SOB wodorotlenek sodu. Niektóre protokoły opisują pożywki bez soli magnezu lub magnez jest tylko w postaci siarczanu.